# Liste der Kulturgüter in Wald AR
Die Liste der Kulturgüter in Wald AR enthält alle Objekte in der Gemeinde Wald im Kanton Appenzell Ausserrhoden, die gemäss der Haager Konvention zum Schutz von Kulturgut bei bewaffneten Konflikten, dem Bundesgesetz vom 20. Juni 2014 über den Schutz der Kulturgüter bei bewaffneten Konflikten sowie der Verordnung vom 29. Oktober 2014 über den Schutz der Kulturgüter bei bewaffneten Konflikten unter Schutz stehen.
Objekte der Kategorie A sind im Gemeindegebiet nicht ausgewiesen, Objekte der Kategorie B sind vollständig in der Liste enthalten, Objekte der Kategorie C fehlen zurzeit (Stand: 1. Januar 2023). Unter übrige Baudenkmäler sind zusätzliche Objekte zu finden, die gemäss Angaben des kantonalen Denkmalschutzes als kommunale Kulturobjekte eingestuft wurden und nicht bereits in der Liste der Kulturgüter enthalten sind.

## Kulturgüter
| Foto |                                                                       | Objekt                                     | Kat. | Typ | Standort                           | Beschreibung |
| ---- | --------------------------------------------------------------------- | ------------------------------------------ | ---- | --- | ---------------------------------- | --- |
| ja   | Datei hochladen · Wikidata zu Bauernhaus (Q29651422)                  | Bauernhaus KGS-Nr.: 00553                  | B    | G   | Falkenhorst 160 756114 / 253302    | Bauernhaus. In der Stube ein dreiachsiger, zweigeschossiger Wandschrank aus Nussbaumholz mit schnurartigem Filet an den oberen Türchen und zwei Vierfeldertüren, 19. Jh. Unter dem Mobiliar ein zweitüriger Schrank: «17-H-B-/-K-ST-31», mit Schablonenmalerei im Stil der Spätrenaissance in den Türfüllungen, von denen die oberen geohrt sind (Stilverspätung), und ein eintüriger: «H = M. 1759-B = M-», mit barocker Türfüllung. Dazu eine Truhe mit Schablonenmalerei: «17 WW 12». |
| ja   | Datei hochladen · Wikidata zu Reformierte Kirche (Q29651434)          | Reformierte Kirche KGS-Nr.: 00558          | B    | G   | Dorf 359.1 754710 / 253643         | Reformierte Kirche, 1686–87. Empore mit schöner Balusterbrüstung, sehr schöne Holzkanzel, aus Spätrenaissance, datiert 1686; Turmerhöhung 1902, restauriert 1969 und 1995 von Klauspeter Nüesch. Als Zimmermeister waren am Werk: Anfangs HANS JAKOB HOFSTETTER aus Trogen, danach MICHAEL SCHLAFFER aus Rehetobel und schließlich JAKOB EUGSTER («Oügster»), wohnhaft in der Chozeren, Gemeinde Wald, samt Knechten. EUGSTERS Werk ist u.a. offenbar der ursprüngliche Teil der Empore samt Balustrade, wofür in der Zimmermannsrechnung die gedrehten Baluster («Spiller»), 128 Stück von einer, 65 Stück von einer anderen Sorte, und drei Stützpfosten aufgeführt sind. Außerdem betätigte sich am Bau Maurermeister FRANZISKUS KOLLER aus Teufen, der im folgenden Jahr ebenso wie Zimmermeister J. EUGSTER am Kirchenbau in Reute mitwirkte, zusammen mit seinen «Maurer-Knechten». Als Steinmetzen beteiligten sich Meister DANIEL KELLER und Meister ANDREAS LUTZ aus Staad bei Rorschach, als Dachdecker Meister HERMANN TOBLER, als Kupferschmied Meister BASCHON (gemeint SEBASTIAN RITZ) aus Berneck, als Uhrmacher Meister JAKOB ZIZÖDERLEIN aus Neu-Ravensburg, der neben der Turmuhr auch die Joche und das Eisenwerk zum Geläut lieferte. - Gesamtkosten für Kirche, Ausstattung, Turm, Friedhof und Hofstatt sowie für Glocken und Uhr zusammen: 6541 Gulden. - |
| ja   | Datei hochladen · Wikidata zu Heidenhaus (Q29651431)                  | Heidenhaus KGS-Nr.: 11503                  | B    | G   | Hofgut 222 756029 / 252602         | |
| ja   | Datei hochladen · Wikidata zu Bauernhaus (Q29651419)                  | Bauernhaus KGS-Nr.: 11504                  | B    | G   | Nageldach 53 754176 / 253531       | Bauernhaus, letztes Viertel 18. Jh. Am Äußeren und im Inneren weitgehend erhaltener Originalzustand: an den Reihenfenstern über dem Stubengeschoß Brusttäfer und reiche durchbrochene Zierbretter mit je einem Männerprofil und einem Vogelmotiv. Einfachere seitliche Zierbretter am Fensterpaar des gestrickten «Schopfs» über dem Hauseingang. Pfettenkonsolen mit stark bewegten barocken Profilen. In der Stube eine fragmentarische Wandkutsche aus Nußbaumholz (Lavaboschrank und Überbau erhalten). In allen Geschossen rustikale Türgerichte, teils korbbogige, teils rechteckige mit Kielbogenmotiv am Sturz und Nasenprofilen an den Pfosten. |
| ja   | Datei hochladen · Wikidata zu Bauernhaus (Q29651427)                  | Bauernhaus KGS-Nr.: 11505                  | B    | G   | Rechberg 69 754106 / 253664        | Sechsgeschossiges Bauernhaus, um 1800 durch Aufstockung aus einem «Heidenhaus» entstanden, das in den zwei untersten Wohngeschossen enthalten ist. Für den Umbau um 1800 sprechen die typischen geschweiften und durchbrochenen Pfettenkonsolen. Letzte Aussenrenovation «1956» (Datum im Giebelfeld). An Firstkammer- und Estrichfenstern Mondglasscheiben. In der Stube ein zweiachsiges Büfett aus Nussbaumholz mit an allen vier Ecken geehrten Türfüllungen, zwei Blendarkaden über drei Schublädchen an der Kredenzrückwand, durchbrochenen Wangen und mit Eierstab und Zahnschnittfries am Kranz, um 1700 (Schlösser ursprünglich, Fischbandbeschläge 19. Jh.). Dazu zwei nussbaumene Zweifeldertüren mit schwarz eingelegter, bassgeigenförmiger Verzierung in jeder Füllung, jeweils an Gewänden aus gleichem Holz, die mit Rundstab und Hohlkehle profiliert sind. |
| ja   | Datei hochladen · Wikidata zu Bäuerliches Fabrikantenhaus (Q29651417) | Bäuerliches Fabrikantenhaus KGS-Nr.: 11506 | B    | G   | Schachen 244 755154 / 252861       | Bäuerliches Fabrikantenhaus mit barock geschweiften Pfettenkonsolen, 18. Jh., in Südsüdoststellung. Reihenfenster. «Stadel» in «Schwemmi»-Konstruktion, 18. Jh., an der Südwestseite. Links am Erdgeschoss ein Sandsteinportal aus der Bauzeit mit einfacher Triumphbogenarchitektur, einem Rundbogen mit Schlussstein zwischen zwei sogenannten Rahmenpilastern, und mit radial genuteter Türe aus Weichholz (bemalt). Volltäfer nur am ersten Obergeschoß, darüber Brusttäfer an den einzelnen Fensterreihen, die bis zirka 1970 noch alle mit durchbrochenen Zier- oder Steckbrettern versehen waren (mit Tiermotiven am zweiten Obergeschoß), jetzt nur noch an den Firstkammer- und Estrichfenstern. An der Rückseite Abwürfe mit barock geschweiften Seitenbrettern. Im Inneren rustikale Türgerichte aus der Bauzeit mit Kielbogen am Sturz und Nasenprofilen an den gefasten Pfosten, In der Stube ein Eckhängeschrank, eine Zwei- und eine Vierfeldertüre aus Kirschbaumholz, Ende 18. Anfang 19. Jh. Unter der Sammlung bäuerlicher Gerätschaften eine Mostmühle und Mostpresse. |
| ja   | Datei hochladen · Wikidata zu Bauernhaus (Q29651424)                  | Bauernhaus KGS-Nr.: 14911                  | B    | G   | Falkenhorst 162 756121 / 253275    | |
| ja   | Datei hochladen · Wikidata zu Bauernhaus (Q29651429)                  | Bauernhaus KGS-Nr.: 14912                  | B    | G   | Wannen 241 755294 / 252852         | |
| ja   | Datei hochladen · Wikidata zu Steinbogenbrücke (Q29651436)            | Steinbogenbrücke KGS-Nr.: 14913            | B    | G   | Unter Hofguet N.N. 755847 / 252844 | Die Land- oder Staatsstraße (Mittellandstraße) Trogen-Wald-Heiden nach Plan von Ingenieur MEIER: 1845 Anlage der Strecke von der «Grunholzbrücke», die im kleinen Tobel des Stampfoder Töbelibachs gebaut und 1856/57 durch den «Grunholzdamm» (heute «Brugg») ersetzt wurde. |

## Übrige Baudenkmäler
| ID | Foto |                 | Objekt | Typ | Standort                     | Beschreibung |
| -- | ---- | --------------- | ------ | --- | ---------------------------- | ------------ |
| 1  | ja   | Datei hochladen | Haus   | G   | Dorf 1 754678 / 253631       |              |
| 2  | ja   | Datei hochladen | Haus   | G   | Unterdorf 2 754658 / 253630  |              |
| 10 | ja   | Datei hochladen | Haus   | G   | Unterdorf 10 754565 / 253569 |              |
| 43 | ja   | Datei hochladen | Haus   | G   | Dorf 43 754859 / 253633      |              |

Legende: Siehe Legende der Liste der Kulturgüter von nationaler und regionaler Bedeutung. Anstelle der KGS-Nummer wird als Objekt-Identifikator (ID) die Gebäudenummer der kantonalen Denkmalpflege angegeben.